# اینگوار پرنامئه
اینگوار پَرنامَئه (استونیایی: Ingvar Pärnamäe؛ زادهٔ ۲۷ ژوئیهٔ ۱۹۷۷) سیاستمدار و نماینده سابق مجلس اهل استونی است. وی با ۲۱ سال سن جوانترین نماینده تاریخ مجلس استونی است.